# オラン・キャッセル
オラン・キャッセル（Ollan Conn Cassell、1937年10月5日 - ）は、アメリカ合衆国の陸上競技選手。1964年東京オリンピックの金メダリストである。バージニア州ニッケルズビル出身。

## 経歴
キャッセルは、バージニア州の高校を卒業後ヒューストン大学に進学。1957年に全米選手権の200mで優勝を果たす。大学では400mを中心に活躍。1962年の軍人世界選手権では400mと4×400mリレーで金メダル。4×100mリレーで銀メダルを獲得。翌1963年のパンアメリカン競技大会では、4×100mと4×400mの両リレー種目で金メダル、200mで銀メダル、100mでは6位という成績を残した。
1964年の東京オリンピックでは、400mと4×400mリレーに出場。400mは準決勝で敗退したものの、リレーでは第1走者を務め、マイケル・ララビー、ユリス・ウィリアムズ、ヘンリー・カーとともに、3分00秒7の世界新記録で金メダルを獲得した。
キャッセルは、1965年の全米選手権の400mで優勝。しかし、その後競技から引退し、全米体育協会に就職。1970年から1980年までは協会の役員となった。また、1976年から1986年までは国際陸連の副会長も務めた。

## 主な実績
| 年   | 大会                   | 場所                 | 種目         | 結果      | 記録      |
| ---- | ---------------------- | -------------------- | ------------ | --------- | --------- |
| 1963 | パンアメリカン競技大会 | サンパウロ(ブラジル) | 100m         | 6位       | －        |
| 1963 | パンアメリカン競技大会 | サンパウロ(ブラジル) | 200m         | 2位       | 21秒23    |
| 1963 | パンアメリカン競技大会 | サンパウロ(ブラジル) | 4×100mリレー | 1位       | 40秒40    |
| 1963 | パンアメリカン競技大会 | サンパウロ(ブラジル) | 4×400mリレー | 1位       | 3分09秒62 |
| 1964 | オリンピック           | 東京(日本)           | 400m         | 5位（sf） | 46秒6     |
| 1964 | オリンピック           | 東京(日本)           | 4×400mリレー | 1位       | 3分00秒7  |

- sfは準決勝